# Девід Моррелл
Девід Моррелл (англ. David Morrell; нар. 24 квітня 1943, Кітченер, Ватерлоо, Онтаріо, Канада) — канадсько-американський письменник-новеліст, чий дебютний роман 1972 року «Перша кров», згодом адаптований як однойменний фільм 1982 року, став початком успішної франшизи «Рембо» з Сильвестром Сталлоне у головній ролі. Він написав 28 романів, а його твори перекладені 30 мовами. Він також написав міні-серіал коміксів «Капітан Америка» «Обраний» у 2007–2008 роках.